# Facet do wymiany (film 2017)
Facet do wymiany  (oryg. tytuł Rock'n Roll) – francuski film komediowy z 2017 roku  w reżyserii Guillaume Canet.

## Obsada
- Guillaume Canet jako Guillaume Canet
- Marion Cotillard jako Marion Cotillard
- Philippe Lefebvre jako Philippe Lefebvre
- Camille Rowe jako Camille Rowe
- Gilles Lellouche jako Gilles Lellouche
- Yvan Attal jako Yvan Attal
- Alain Attal jako Alain Attal
- Johnny Hallyday jako Johnny Hallyday
- Laeticia Hallyday jako Laeticia Hallyday
- Maxim Nucci jako Maxim Nucci
- Yarol Poupaud jako Yarol Poupaud
- Kev Adams jako Kev Adams
- Ben Foster jako Ben Foster
- Pierre-Benoist Varoclier jako Nico
- Tifenn Michel-Borgey jako Lucien
- Fabrice Lamy jako Fabrice
- Théo Kailer jako Gaetan
- Andy Picci jako Andy Picci

## Ścieżka dźwiękowa[3]
1. "Crazy Drum " – Yodelice – 1:52
2. "Marcellito Fanfare " - Yodelice – 2:18
3. "Indian Love Call" – Nick Waterhouse – 3:04
4. " You Spin Me Round (Like a Record)" – Dead or Alive – 4:28
5. "That’s Not My Name" – The Ting Tings –   5:10
6. " Clapping Song (Clap Pat Clap Slap)" (single version) – Ellis Shirley – 2:43
7. " Enola Gay" – Orchestral Manoeuvres in the Dark – 3:32
8. " Marcellito Pizz" –	Yodelice  – 0:57
9. "Pour que tu m'aimes encore" – Céline Dion – 4:12
10. "Crazy Ambiance " –	Yodelice  – 0:16
11. " Quand je t'aime " –	Demis Roussos – 3:48
12. " Rock'n Roll Accordeon "  –	Yodelice  – 1:34
13. " You Can Do It "–  Al Hudson & The Partners – 3:26
14. "Don’t Dream It’s Over" – 	Crowded House – 3:57
15. "The Seed (2.0)" – The Roots feat. Cody Chesnutt – 3:54
16. "Take Me Out" – Franz Ferdinand – 3:58
17. "Marcellito Main" – Yodelice – 2:33
18. "  Forever Young"  – Alphaville – 3:46
19. " Go On for Ever (tiré de La Boum) – 	Richard Sanderson & Vladimir Cosma – 3:45
20. " Sarà perché ti amo – Ricchi e Poveri –  3:04
21. " Marcellito Instru – 	Yodelice – 0:54
22. "Early Morning Jam – The Afters – 4:03
23. "Crocodile Ranger – Yodelice – 2:07
24. "Target – Yodelice – 2;26
25. "Ça plane pour moi – Guillaume Canet – 4:49